# 1794 au Nouveau-Brunswick
Chronologie du Nouveau-Brunswick
- 1790
- 1791
- 1792
- 1793
- 1794
- 1795
- 1796
- 1797
- 1798

Cette page concerne des événements survenus en 1794 dans la province canadienne du Nouveau-Brunswick.